# De Leemkuil (Wageningen)

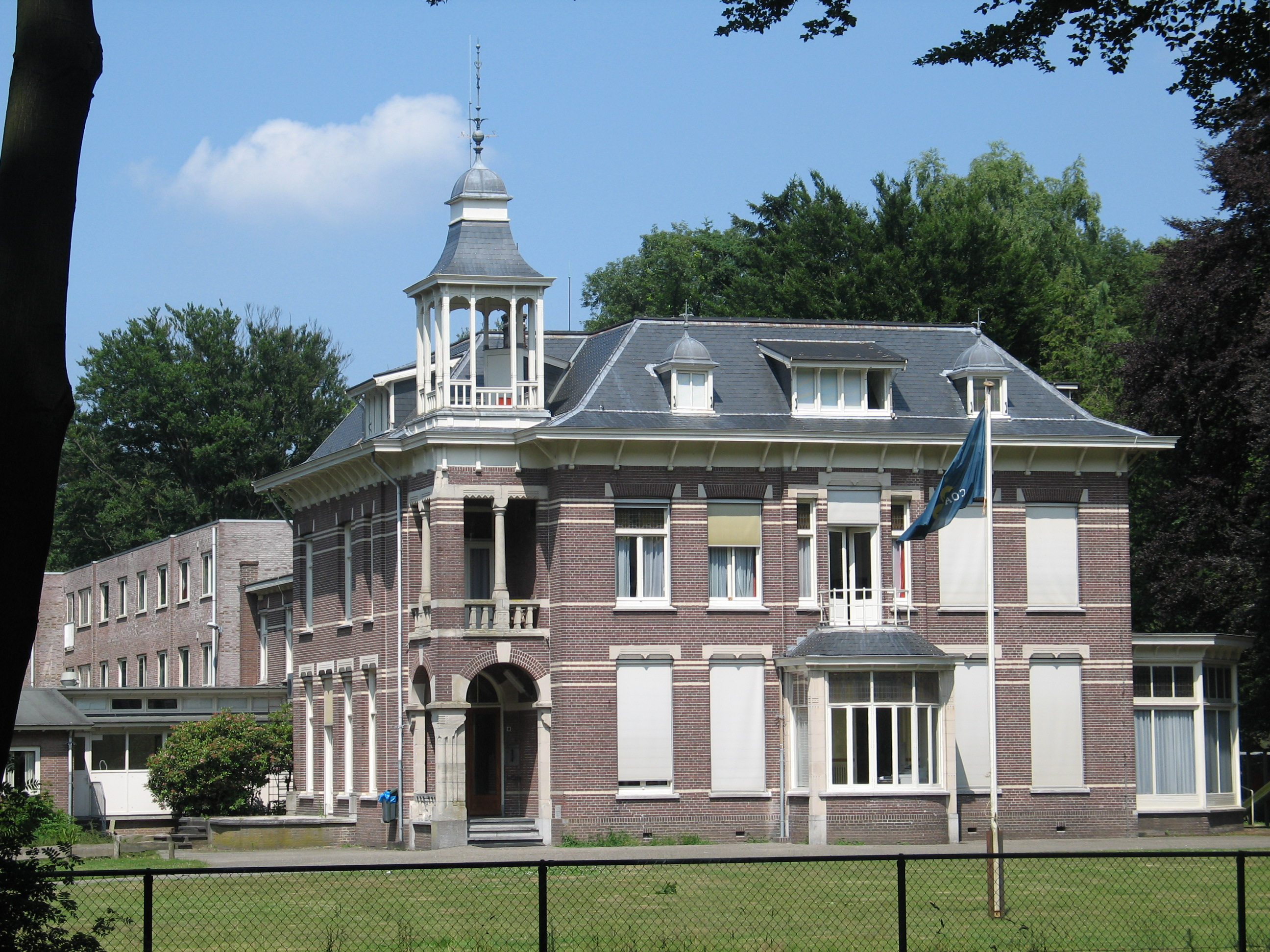
De Leemkuil, Keijenbergseweg 10

De Leemkuil is een landhuis in de Nederlandse plaats Wageningen. Het is gelegen aan de Keijenbergseweg en werd in 1909 in eclectische stijl gebouwd naar een ontwerp van C.G.M. Nieraad uit Arnhem, in opdracht van Helenus Ingerman. Ingerman kwam na enkele jaren te overlijden, het landhuis werd verkocht en werd als hotel in gebruik genomen. Financieel kon het hotel echter niet rondkomen en dus werd het hotel in 1924 verkocht. Er werd een herstellingsoord onder de naam "Willen is Kunnen" gehuisvest in de Leemkuil. Het herstellingsoord was speciaal voor gemeentepersoneel uit Amsterdam. Onder andere vanwege wet- en regelgeving werd het herstellingsoord in 1988 gesloten. In 1991 werd het gebouw als asielzoekerscentrum in gebruik genomen. Het gebouw heeft de status van rijksmonument.